# Xian de Wuzhi
Le xian de Wuzhi (武陟县 ; pinyin : Wǔzhì Xiàn) est un district administratif de la province du Henan en Chine. Il est placé sous la juridiction de la ville-préfecture de Jiaozuo.

## Démographie
La population du district était de 630 632 habitants en 1999.